# Феоктистов, Алексей Петрович
Алексей Петрович Феоктистов (6 марта 1923 — 23 августа 1952) — советский военнослужащий, участник Великой Отечественной войны, Герой Советского Союза, старший лётчик 809-го штурмового авиационного полка (264-й штурмовой авиационной дивизии, 5-го штурмового авиационного корпуса, 5-й воздушной армии, 2-го Украинского) фронта, лейтенант.

## Биография
Родился 6 марта 1923 года в деревне Щербово ныне Торжокского района Тверской области. Член ВКП(б)/КПСС с 1945 года. Окончил семь классов неполной средней школы.
В 1940 году призван в ряды Красной Армии. В 1942 году окончил Одесскую военную авиационную школу пилотов. В боях Великой Отечественной войны с августа 1943 года. Воевал на Воронежском, 1-м и 2-м Украинских фронтах. Участвовал в битвах по освобождению Богодухова, Ахтырки, Сум, Харькова, Полтавы, Житомира, Бердичева, Винницы, Каменец-Подольска.
В дни боёв по форсированию реки Днепр, расширению плацдарма на её правобережье, в дни боёв по освобождению Киева лейтенант А. П. Феоктистов проявил исключительное мастерство и напористость в выполнении поставленных задач. Производя по 4-5 боевых вылетов в день лейтенант А. П. Феоктистов упорно прорывался к цели сквозь ливень заградительного огня, отбивал атаки вражеских истребителей, громил на земле танки, автомашины, орудия полевой и зенитной артиллерии и живую силу противника.
6 ноября 1943 года при выполнении боевого задания его самолёт попал в зону заградительного огня противника и был подбит. На израненный «ил» налетели немецкие истребители. Алексей вывел почти неуправляемую машину из-под обстрела врага, перелетел линию фронта и посадил самолёт на только что освобожденную нашими войсками землю.
К январю 1945 года старший лётчик 809-го штурмового авиационного полка лейтенант А. П. Феоктистов совершил 137 боевых вылетов на бомбардировку и штурмовку боевой техники, железнодорожных эшелонов, автомашин с грузами, живой силы противника. Отличился и в заключительных боях за освобождение от фашизма Чехословакии.
Указом Президиума Верховного Совета СССР от 15 мая 1946 года за образцовое выполнение боевых заданий командования по уничтожению живой силы и техники противника и проявленные при этом мужество и героизм лейтенанту Алексею Петровичу Феоктистову присвоено звание Героя Советского Союза с вручением ордена Ленина и медали «Золотая Звезда».
После окончания Великой Отечественной войны продолжал службу в Военно-воздушных силах СССР. 23 августа 1952 года капитан Алексей Петрович Феоктистов скончался.
Награждён орденами Ленина, Красного Знамени, Отечественной войны 1-й и 2-й степеней, Красной Звезды, медалями.